# Teresa (Rizal)
Teresa is een gemeente in de Filipijnse provincie Rizal op het eiland Luzon. Bij de laatste census in 2010 telde de gemeente ruim 47 duizend inwoners.

## Geografie

### Bestuurlijke indeling
Teresa is onderverdeeld in de volgende 9 barangays:
- Bagumbayan
- Dalig
- Dulumbayan
- May-Iba
- Poblacion
- Prinza
- San Gabriel
- San Roque
- Calumpang Santo Cristo

## Demografie
Teresa had bij de census van 2010 een inwoneraantal van 47.163 mensen. Dit waren 2.727 mensen (6,1%) meer dan bij de vorige census van 2007. Ten opzichte van de census van 2000 was het aantal inwoners gegroeid met 17.418 mensen (58,6%). De gemiddelde jaarlijkse groei in die periode kwam daarmee uit op 4,72%, hetgeen hoger was dan het landelijk jaarlijks gemiddelde over deze periode (1,90%).

De bevolkingsdichtheid van Teresa was ten tijde van de laatste census, met 47.163 inwoners op 18,61 km², 2534,3 mensen per km².